# マグダラのマリア (シャンパーニュ)
『マグダラのマリア』（仏: Marie Madeleine、英: Mary Magdalene）は、フランドル出身でフランスに帰化した17世紀の画家フィリップ・ド・シャンパーニュが1674年にキャンバス上に油彩で制作した絵画で、『新約聖書』に登場する女性マグダラのマリアを描いている。17世紀フランスの財務総監ジャン＝バティスト・コルベールのコレクションに由来し、1976年以来、東京の国立西洋美術館に所蔵されている。

## 作品
シャンパーニュは1621年にパリに出た。最初にマリー・ド・メディシスの庇護を獲得し、次いでルイ13世とリシュリュー枢機卿、そしてルイ14世とマザラン枢機卿に寵愛を受けた。初期には華やかなバロック的作風を示し、宮廷では肖像画家として高い評判を得た。しかし、1640年代半ばからカトリックの禁欲的な一派ヤンセン主義に接し、厳しい古典主義的な作風を確立した。

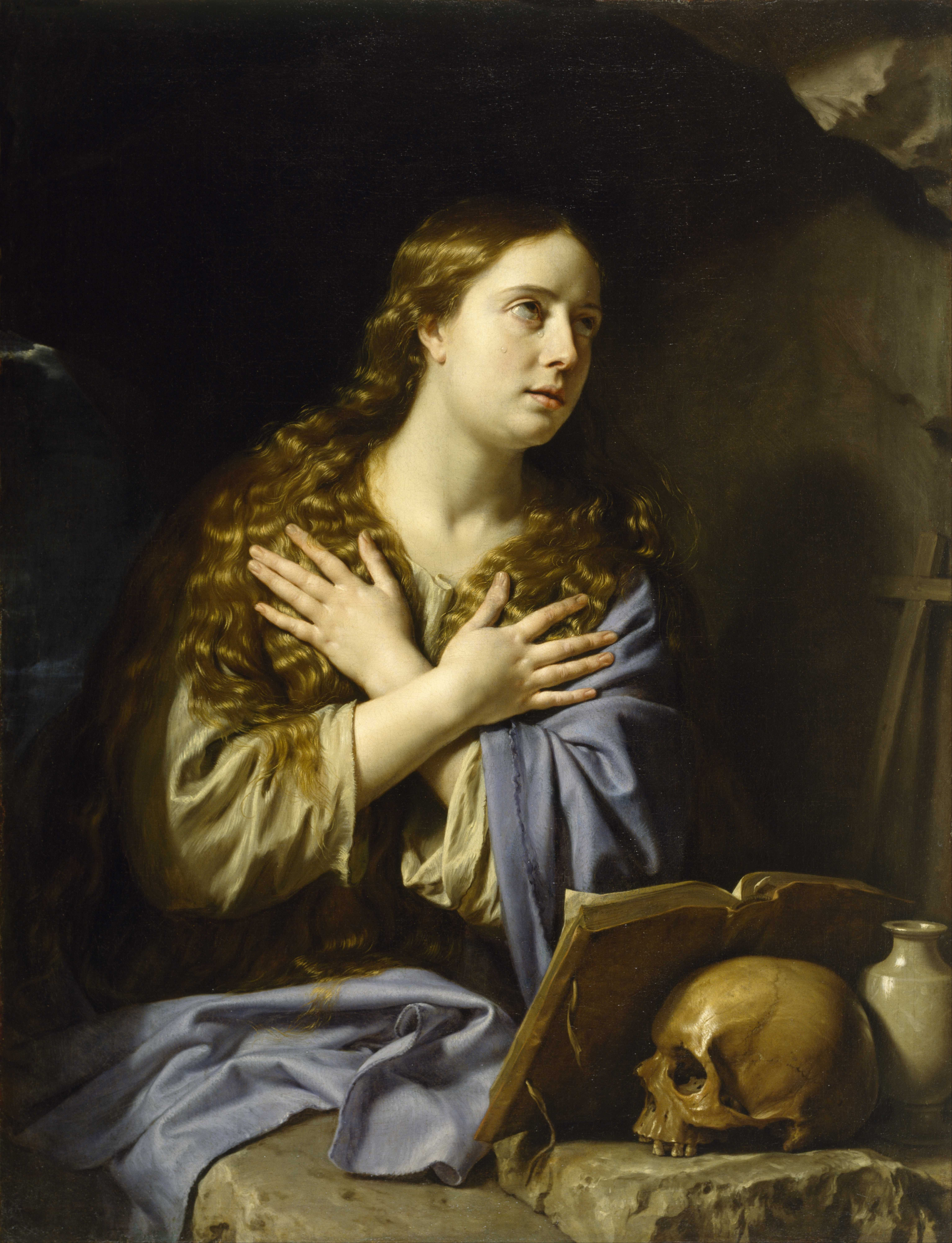
フィリップ・ド・シャンパーニュ 『マグダラのマリア』 (1648年)、ヒューストン美術館

マグダラのマリアは娼婦であったが、イエス・キリストの教えによって悔悛した女性である。晩年には南フランスの洞窟で隠遁生活を送ったとされる。中世において、彼女はイエスの足に香油を塗って自分の髪の毛で拭う姿が主に表されたが、対抗宗教改革以降のカトリック諸国では、悔悛の祈りを捧げる彼女の敬虔な姿がとりわけ好まれた。本作はそうした定型に従うものである。
シャンパーニュは1648年と1657年にもマグダラのマリアを描いているが、最晩年の制作とされる本作は完全な横顔で彼女を表現している。ベールに覆われた豊かな金髪は、マグダラのマリアの世俗的な前半生を暗示する。彼女は一心に祈りを唱えるかのように口を半ば開き、敬虔なまなざしを天に向けている。 魅惑的な存在感をもつ聖女の姿はシャンパーニュ特有の厳格さと節制によって暗い画面の上に浮き彫りにされており、ヤンセン主義的な厳しい精神性がみなぎっている。画面右手前の岩の上には、彼女の象徴的アトリビュート (人物を特定する事物) である香油壷に加え、聖書と十字架が置かれている。右後方には、極めて自然主義的に描かれた風景が見える。